# 10e arrondissement de Paris
Pour les articles homonymes, voir 10e arrondissement.

Blason du 10e arrondissement de Paris.

Logo du 10e arrondissement de Paris.

Le 10e arrondissement de Paris est un des vingt arrondissements de Paris, situé sur la rive droite de la Seine.
Aux termes de l'article R2512-1 du Code général des collectivités territoriales (partie réglementaire), il porte également le nom d'« arrondissement de l'Entrepôt », mais les appellations d'arrondissement sont très rarement employées dans la vie courante.

## Géographie
Le 10e arrondissement est situé dans le centre-est de la ville.
Bordé au nord par le 18e, à l'est par le 19e, au sud par les 2e, 3e et 11e, à l'ouest par le 9e et à l'est par le 20e arrondissement, le territoire du 10e arrondissement est délimité par les boulevards de la Chapelle et de la Villette, la rue du Faubourg-du-Temple, les boulevards Saint-Martin, Saint-Denis et de Bonne-Nouvelle, la rue du Faubourg-Poissonnière, et la partie la plus au nord du boulevard de Magenta. Il comprend sur son territoire une partie des places de la Bataille-de-Stalingrad, du Colonel-Fabien et de la République.

Sa superficie totale atteint 2,89 km2, ce qui le classe en 8e position des plus petits arrondissements de Paris.

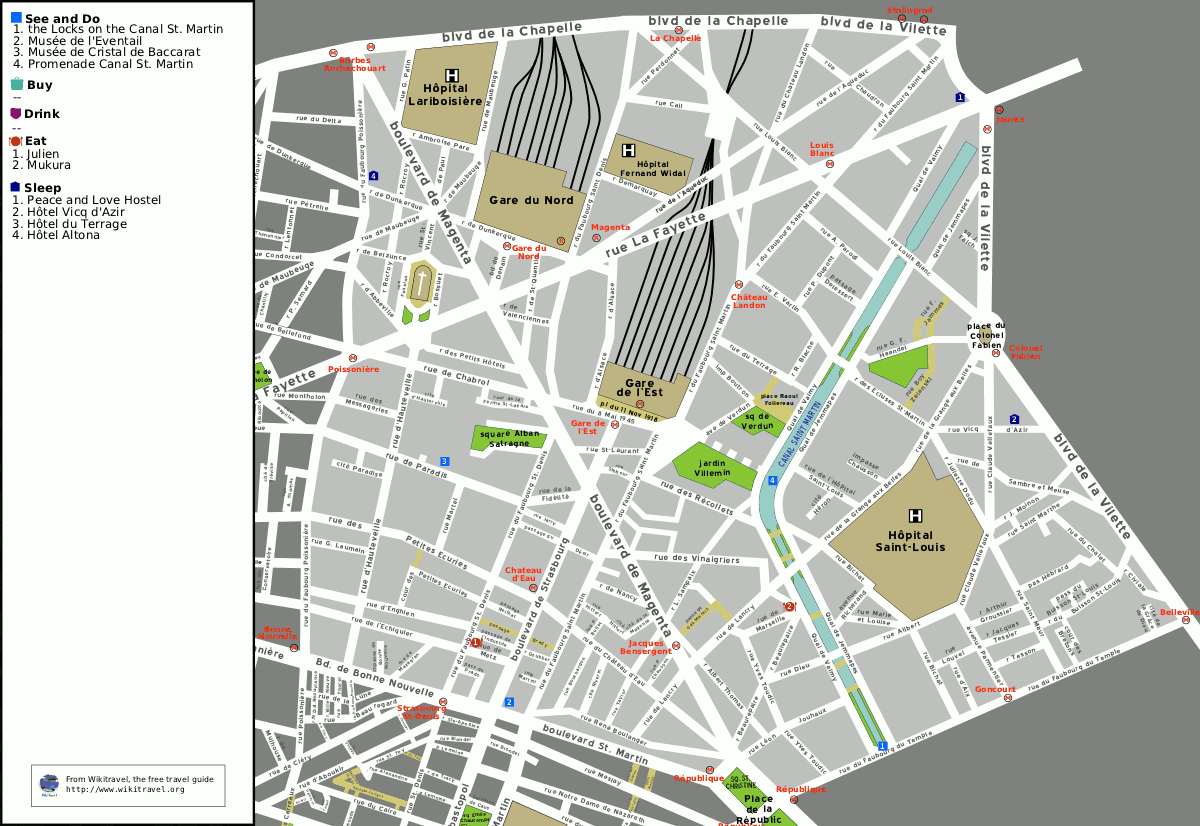
Plan du 10e arrondissement.

## Quartiers administratifs
Comme tous les arrondissements parisiens, le 10e arrondissement est découpé en quatre quartiers administratifs :
1. Quartier Saint-Vincent-de-Paul (37e quartier de Paris) ;
2. Quartier de la Porte-Saint-Denis (38e quartier de Paris) ;
3. Quartier de la Porte-Saint-Martin (39e quartier de Paris) ;
4. Quartier de l'Hôpital-Saint-Louis (40e quartier de Paris).

Plan des quartiers.

Le 10e arrondissement compte également six conseils de quartier :
1. Saint-Vincent-de-Paul - Lariboisière
2. Louis Blanc - Aqueduc
3. Porte Saint-Denis - Paradis
4. Château d'Eau - Lancry
5. Grange-aux-Belles - Terrage
6. Faubourg du Temple - Hôpital Saint-Louis

## Historique

### Antiquité
Territoire marécageux et impropre à l'habitat, les Romains y établissent deux voies menant hors de Lutèce : celle qui menait vers l'actuelle Beauvais (Caesasoromagus) et qui deviendra la rue du Faubourg-Saint-Denis, et celle qui conduisait vers l'actuelle Saint-Denis (Catolacus), qui deviendra la rue du Faubourg-Saint-Martin.

### Moyen Âge
Le territoire du 10e arrondissement, situé hors des murs de la capitale, se développe d'abord autour d'institutions qui nécessitent d'être tenues à l'écart de la ville. C'est le cas des établissements religieux et médicaux, mais aussi du lieu d'exécutions capitales utilisé par les rois de France sur la butte de Montfaucon. En effet, dès le XIe siècle, sont érigées près de l'actuelle place du Colonel Fabien, des fourches patibulaires. Devenues au début du XIIIe siècle un véritable gibet construit en pierres sur 16 mètres de hauteur, le gibet de Montfaucon a fonctionné jusque sous le règne de Louis XIII, et fut démoli en 1760.

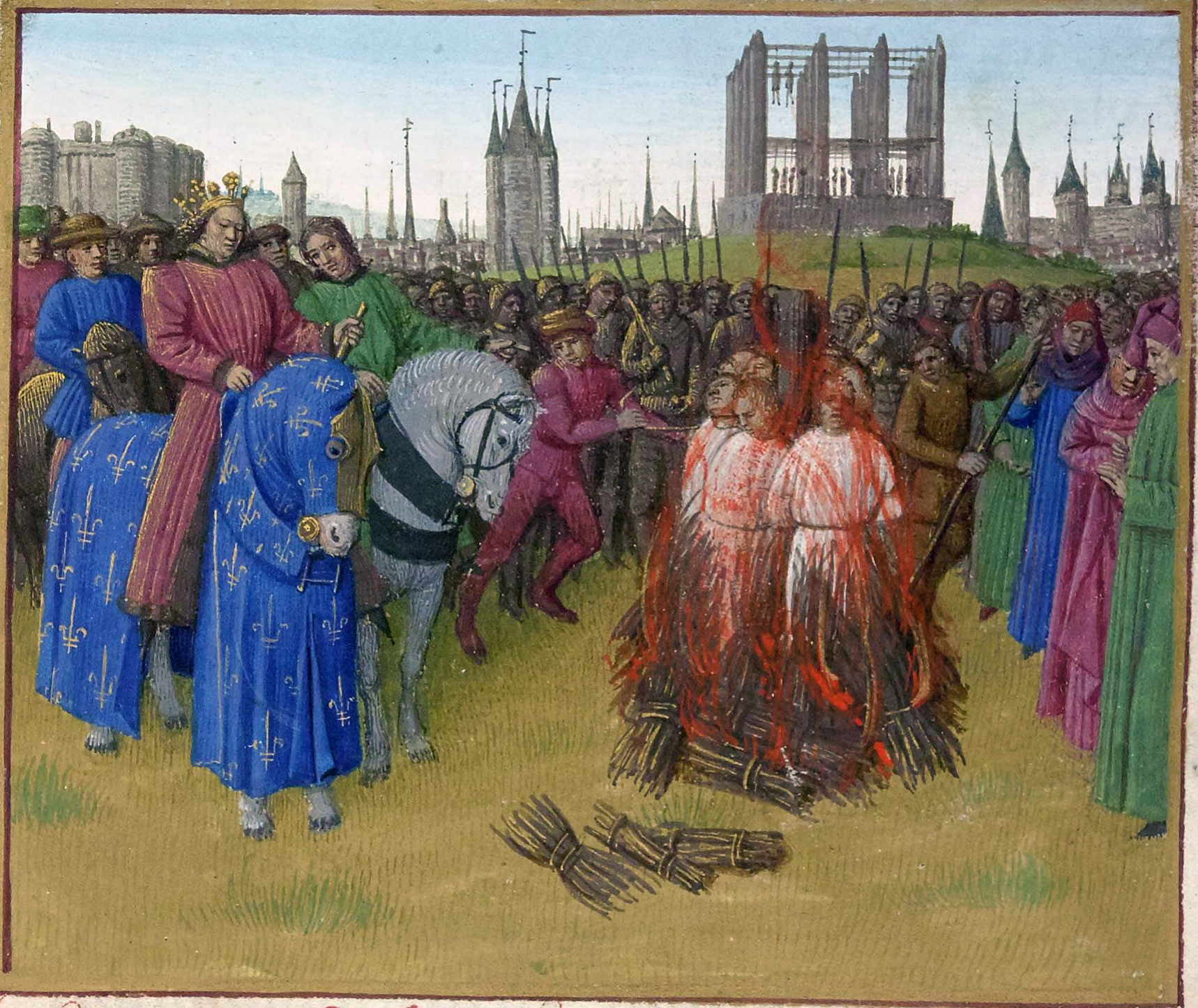
Le gibet de Montfaucon, visible en haut à droite.

Les institutions religieuses et médicales connaissent un développement précoce : dès le VIe siècle, les marécages sont asséchés et cultivés, avec la fondation d'un monastère qui deviendra l'église Saint-Laurent.
Au début du XIIe siècle, c'est une léproserie qui s’installe à son tour sur la route de Saint-Denis. À côté de l'établissement s’étendait une vaste ferme permettant de subvenir à ses besoins. La léproserie s'agrandit progressivement jusqu’à devenir le plus étendu des enclos religieux de Paris : l'enclos Saint-Lazare.
Au début du XIIIe siècle, une autre communauté religieuse s'installe, entre les actuelles rues du Faubourg-Poissonnière et du Faubourg-Saint-Denis. Fondée par le futur évêque de Paris Guillaume d'Auvergne en 1226, le prieuré royal des Filles-Dieu est destiné à « retirer des pécheresses qui, pendant toute leur vie, avaient abusé de leur corps et à la fin estoient en mendicité ». Cependant, ce couvent de femmes situé hors de la ville étant trop exposé, il quitte sa première maison en 1360 pour se réfugier dans Paris, rue Saint-Denis, et le bâtiment est démoli.
Dans le même temps, à partir du XIVe siècle, de nombreux artisans, jardiniers, maraîchers, vignerons commencent à quitter Paris intra-muros. C'est le début de la constitution des faubourgs, petits hameaux situés aux portes de Paris : faubourg du Temple, faubourg Saint-Martin, faubourg Saint-Denis, faubourg Poissonnière, etc.

### Époque moderne

L'hôpital Saint-Louis, construit à partir de 1607 sur ordre d'Henri IV.

Au début du XVIIe siècle, à la suite des graves épidémies de 1562, 1596 et 1606, Henri IV décide de créer l'hôpital Saint-Louis. L'édit de fondation est signé le 17 mai 1607. Il s’agit initialement d'un hôpital intermittent, utilisé en période d’épidémie, pour mettre en quarantaine les malades contagieux de Paris. Il est ainsi installé hors les murs, au-delà de la porte du Temple, au milieu de champs, entre la rue du Carême-Prenant et les chemins de Saint-Maur, de Meaux et de Belleville comme le montre le plan de Turgot.
Dans le même temps, avec le recul de la lèpre, l'hôpital Saint-Lazare est en déclin depuis la fin du Moyen Âge. L'établissement sert à partir de 1633 à Vincent de Paul pour en faire le siège de la mission qu’il venait de fonder, la Congrégation de la Mission, dont les religieux prendront le nom de Lazaristes, en référence à l'enclos du même nom.

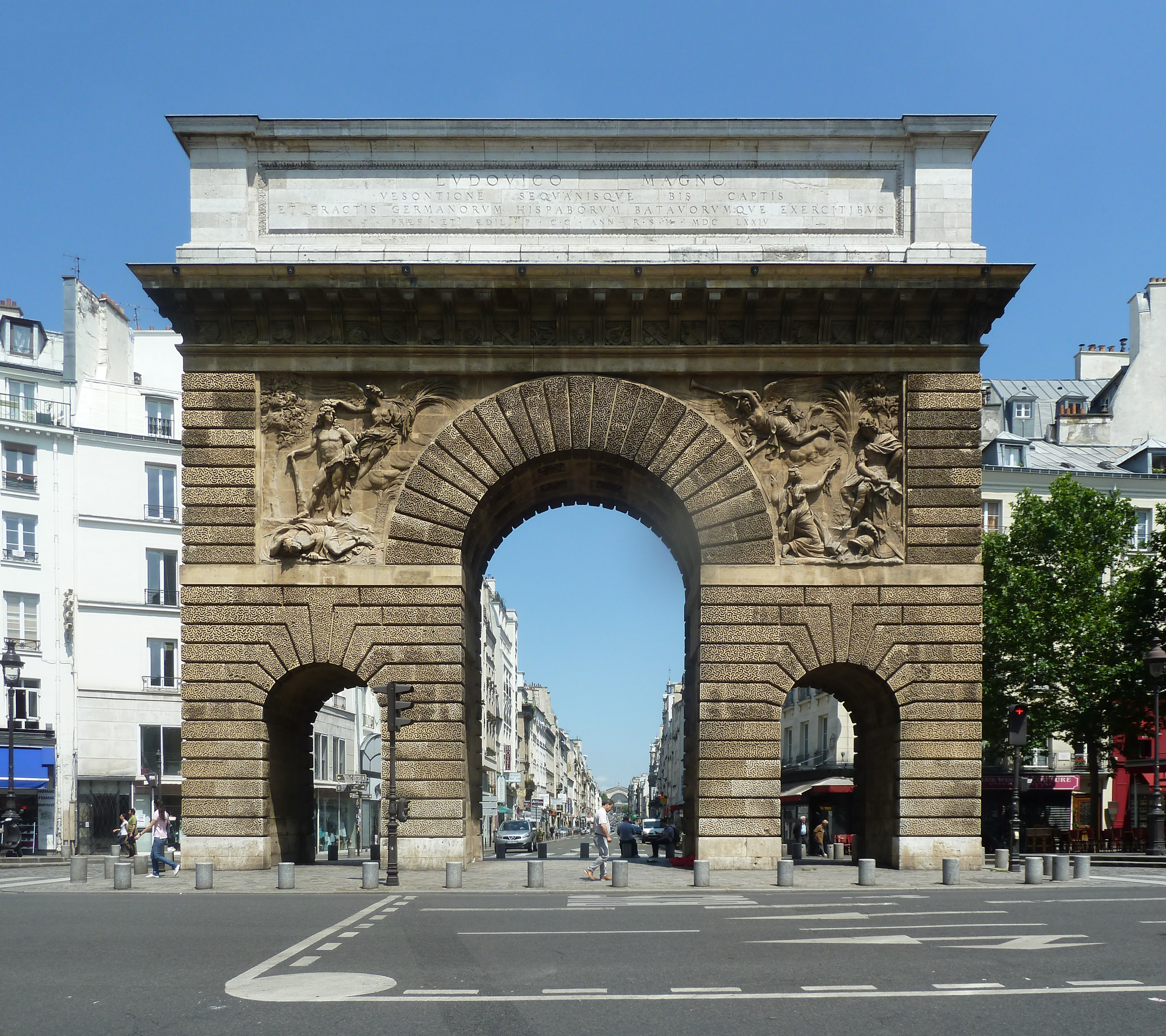
La porte Saint-Martin, construite sur ordre de Louis XIV, en 1674, en l'honneur de ses victoires sur le Rhin et en Franche-Comté.

Face au développement des faubourgs et de la ville qui s'étend, le territoire de l'actuel 10e arrondissement connaît un essor nouveau. En 1670, Louis XIV décide de détruire les remparts de Paris. Les murailles sont rasées et les anciens fossés comblés, remplacés sur la partie est par un fossé extérieur côté faubourg, de 24 mètres de large, pour le passage des égouts. Le « Nouveau Cours » est construit de 1674, année des premières plantations, à 1705. C'est aussi l'époque de construction des deux portes monumentales Saint-Martin et Saint-Denis.
Cependant, il devient nécessaire, en 1737, de réaménager le Grand Égout, un ruisseau canalisé depuis le XVIe siècle et qui décrit une boucle autour des limites de la ville, jusque vers la Seine. Le prévôt des marchands, Michel-Étienne Turgot, décide du comblement de l'ancien égout et de la création d'un nouveau, dont les travaux durent jusqu'en 1740 et emploient plus de 2 000 ouvriers.
Au XVIIIe siècle, le percement des boulevards et l'assainissement du quartier fait des Grands Boulevards un secteur en plein essor : de nombreux théâtres s'installent dès cette époque autour de la porte Saint-Martin, tradition qui perdure de nos jours.
Le faubourg Poissonnière s’urbanise à cette époque et devient un des quartiers prisés par l’aristocratie parisienne. Il se pare d'élégants hôtels particuliers : l’hôtel Benoît de Sainte-Paulle, l’hôtel Bourienne, l’hôtel Botherel de Quintin, l’hôtel Titon, l’hôtel Cardon, l’hôtel de Goys, l’hôtel Tabary (démoli)...
À partir des années 1780, le territoire de l'actuel 10e arrondissement est compris dans Paris intra-muros, avec la construction du mur des Fermiers Généraux. Une trace en subsiste à proximité du 10e, avec la rotonde de la Villette, ancienne « barrière Saint-Martin ».

### Révolution etXIXesiècle
Au début de la Révolution, Paris est découpé en sections : l'actuel 10e arrondissement correspond aux sections Poissonnière, Faubourg-Saint-Denis et Bondy, qui demeureront fidèles à la Convention nationale lors de la chute de Robespierre.
Les trois sections sont habitées par des populations économiquement faibles, et qui soutiennent la Révolution. Dès ses débuts, l'enclos Saint-Lazare est d'ailleurs pillé et saccagé pour ses importantes réserves de blé. En août 1792, les Lazaristes doivent quitter les lieux, et en janvier 1794, l'enclos devient une prison.

En 1795, les sections sont abandonnées et Paris est découpé en 12 arrondissements. L'actuel 10e arrondissement comprend toute la partie nord des anciens 3e et 5e arrondissements.

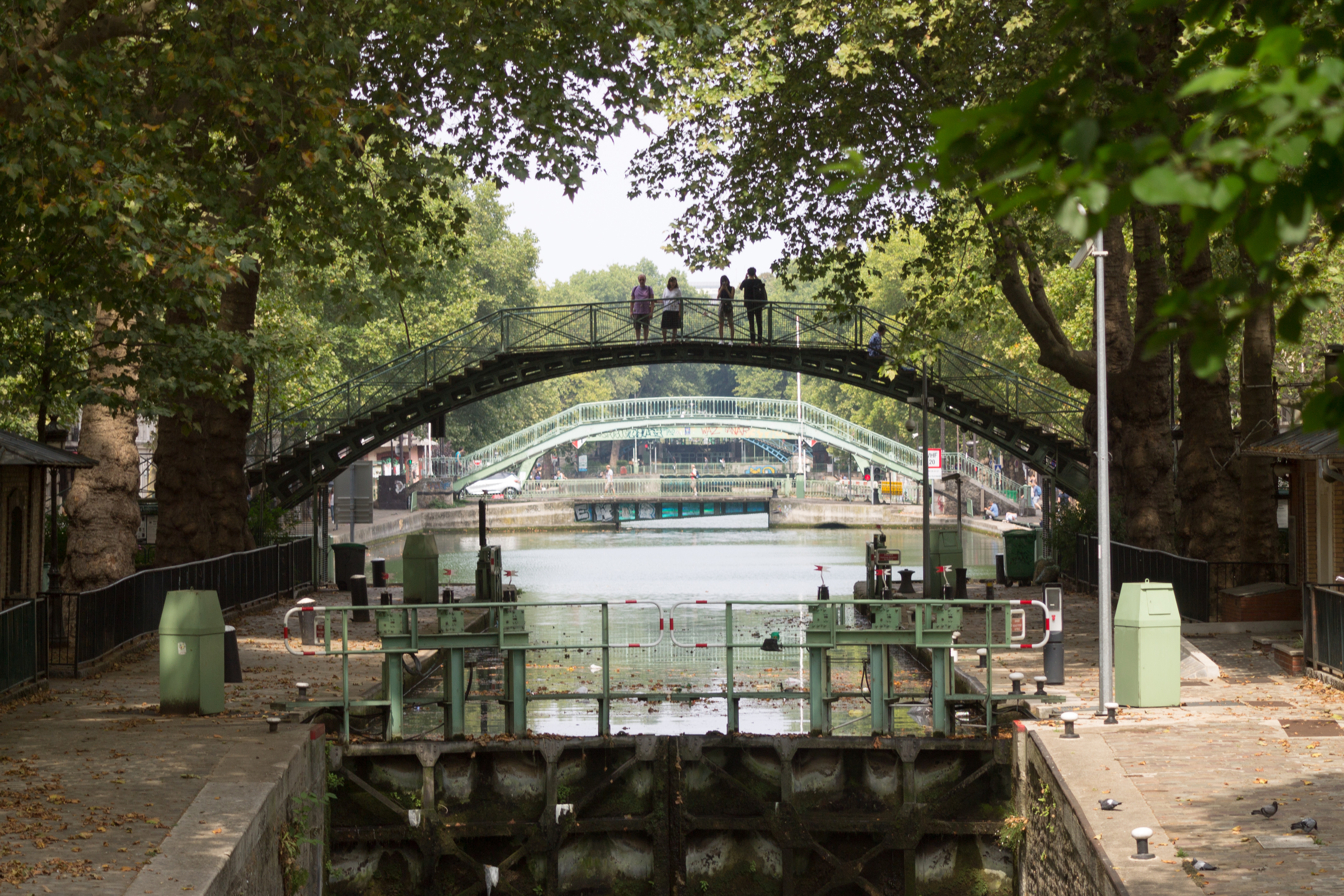
Le canal Saint-Martin, ouvert en 1825.

Sous le Consulat, pour éviter de nouvelles épidémies (dysenterie, choléra), Bonaparte décide en 1802 de remédier au mauvais approvisionnement en eau potable des Parisiens. Gaspard de Chabrol, le préfet de la ville de Paris, propose alors que l'on reprenne un projet de canalisation de l'Ourcq (prenant sa source à une centaine de kilomètres au nord-est de Paris) datant déjà du XVIe siècle.
La création du canal Saint-Martin est décidée par la loi du 29 floréal an X, avec celle des canaux Saint-Denis et de l'Ourcq. La construction des canaux est retardée par la situation du pays entre 1809 et 1815. Puis Louis XVIII relance le projet en y confirmant l'ingénieur Pierre-Simon Girard. Pour trouver les financements nécessaires : le préfet Chabrol propose de recourir aux capitaux privés, et en 1818, la Compagnie des Canaux de Paris se crée. Le préfet de la Seine pose la première pierre le 3 Mai 1822, et le nouveau canal est inauguré par Charles X le 4 novembre 1825. Le territoire s'urbanise alors de plus en plus, notamment au nord.
La Restauration voit aussi la création de la place Charles X (actuelle place Franz Liszt, 1822), et le percement des rues de Chabrol (1822) et La Fayette (1823), ainsi que la construction de l'église Saint-Vincent-de-Paul (1824).

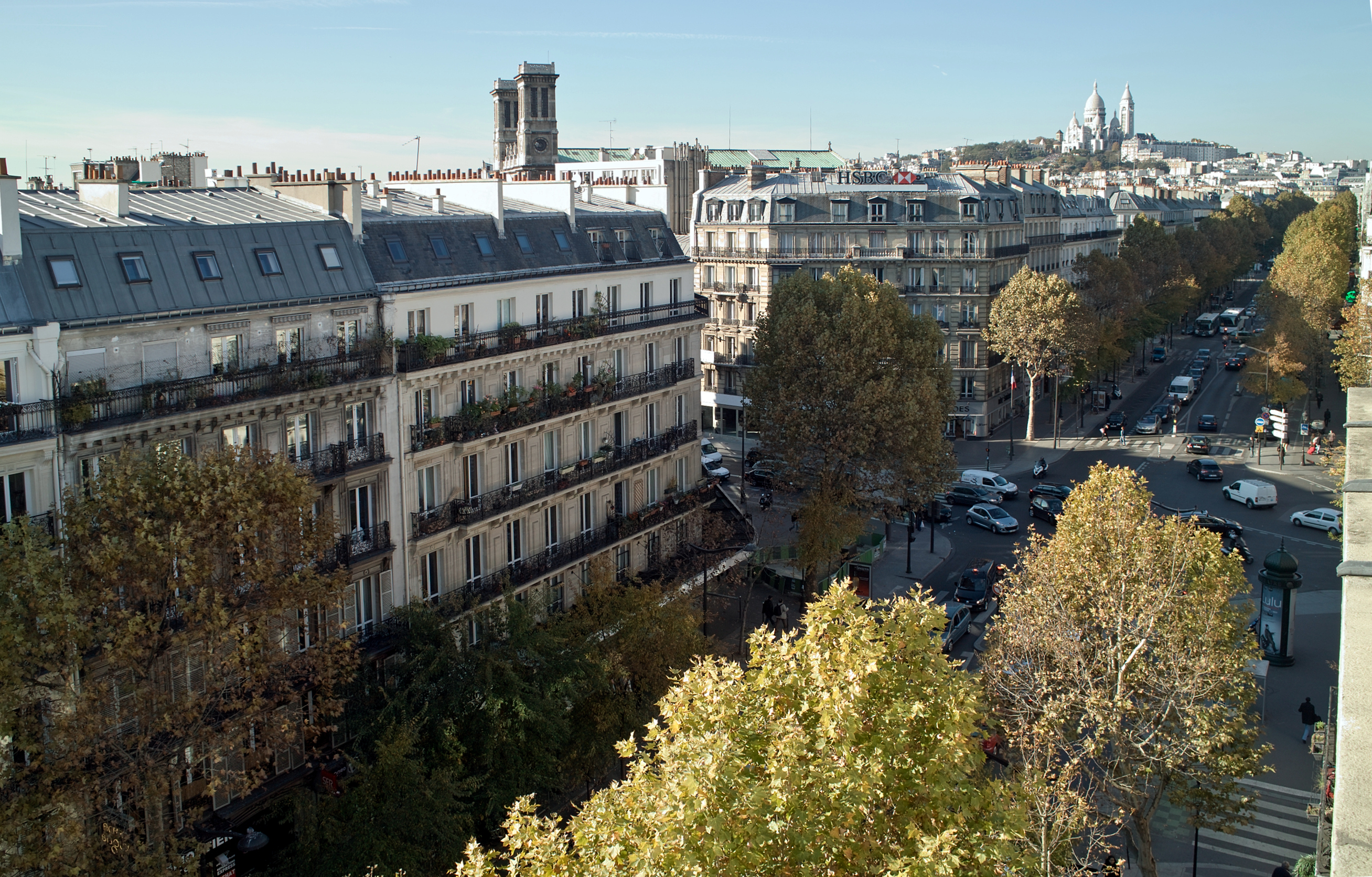
Le boulevard de Magenta, une des percées du préfet Haussmann.

À partir de 1852, Napoléon III et le préfet Haussmann entament de vastes travaux de réaménagement de Paris. Parmi les percées haussmanniennes importantes dans l'actuel 10e arrondissement, on trouve le boulevard de Strasbourg (1852) et le boulevard du Nord (1855, devenu boulevard de Magenta), mais aussi la création de la caserne du Prince Eugène (1855), à l'origine de la future place de la République, ou encore de la gare de Strasbourg (1849-1850), et de la nouvelle gare du Nord (1861-1866). D'autres travaux importants sont réalisés, comme la construction du nouvel hôpital Lariboisière (1854), ou encore la reconstruction de la façade de l'église Saint-Laurent (1863-1867).

### Création de l'arrondissement moderne
Par la loi du 16 juin 1859, les limites des anciens arrondissements sont bouleversées. Le nouveau 10e arrondissement est créé en 1860 à la suite de ce texte qui donne lieu à un nouveau découpage de Paris en 20 arrondissements.
D'abord surnommé « arrondissement de l'Enclos Saint-Laurent » (une appellation qui subsiste longtemps après la disparition de ce marché situé rue Saint-Laurent, et dont l'emplacement est aujourd'hui occupé par la gare de l'Est), le 10e arrondissement prend en 1977 le nom d'« arrondissement de l'Entrepôt », en référence à l'entrepôt des douanes[réf. souhaitée], situé 11 rue Léon-Jouhaux. Cette appellation n'est, en pratique, jamais donnée à l'arrondissement.

### Période contemporaine

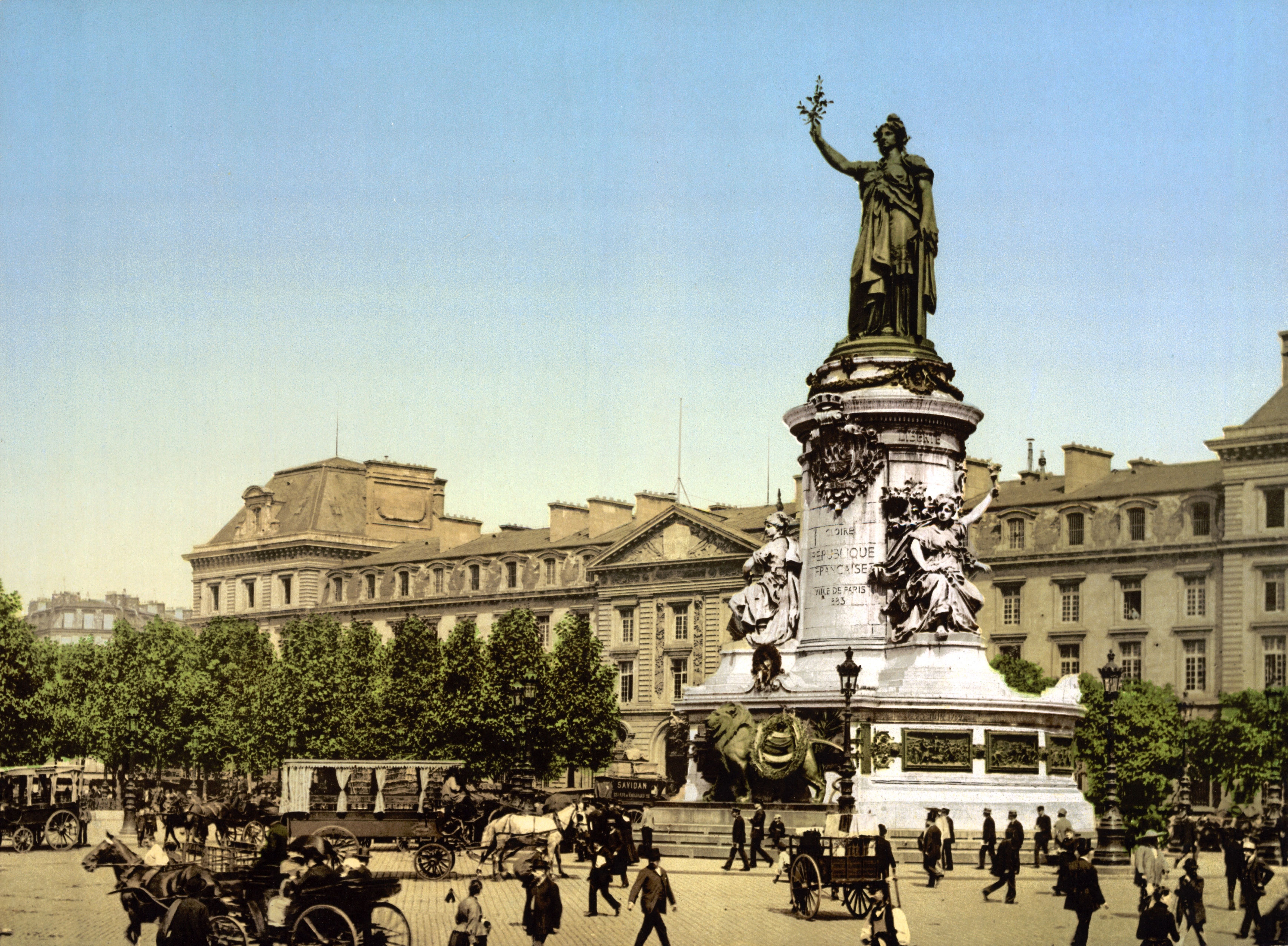
La place de la République, vers 1900.

Les grands travaux du Second Empire sont poursuivis sous la Troisième République, avec notamment, au sud, le réaménagement de la place de la République dans les années 1880 (et son Monument à la République des frères Morice), les constructions de la Bourse du Travail de Paris (1892) et de la mairie d'arrondissement (inaugurée en 1896), et au nord la création de la ligne 2 du métro, et ses viaducs (1900-1903).
Au nord, l'essor des chemins de fer métamorphose le paysage de l’arrondissement. À proximité de ces gares s’implantent des dépôts de cristal (cristallerie Baccarat, cristallerie Saint-Louis), des dépôts de faïencerie (la faïencerie Boulanger et le siège de l’Union Faïencière), ainsi que des dépôts de porcelaine.
Au sud, l'engouement des Parisiens pour les Grands Boulevards ne se dément pas au début du siècle, et la tradition théâtrale se maintient jusqu'à nos jours, notamment autour des portes.
Quartier populaire, il accueille au début du XXe siècle, comme une bonne partie de l'est parisien, une importante communauté juive, notamment autour de la rue Saint-Maur et de la rue du Faubourg-du-Temple. L'arrondissement sera ainsi durement frappé par les rafles pendant l'occupation.
Aujourd’hui, le 10e arrondissement a perdu sa vocation industrielle. Plusieurs communautés d’origine étrangère s’y sont établies : les Turcs autour de la rue du Faubourg-Saint-Denis, les Indiens et Pakistanais autour du passage Brady et du métro La Chapelle, la communauté chinoise dans le quartier de Belleville tout proche.
Arrondissement animé, particulièrement autour du canal Saint-Martin et dans le faubourg Poissonnière, il est touché par les attentats du 13 novembre 2015, rue Bichat.
D'importants chantiers sont lancés et vont métamorphoser dans les prochaines années le paysage de l'arrondissement, notamment les travaux d'agrandissement de la gare du Nord ou de restructuration de l'hôpital Lariboisière.

## Administration
Les personnalités exerçant une fonction élective dont le mandat est en cours et en lien direct avec le territoire du 10e arrondissement de Paris sont les suivantes :
| Élection     | Territoire                                                         | Titre                       | Nom                 | Tendance politique | - | Début de mandat | Fin de mandat |
| ------------ | ------------------------------------------------------------------ | --------------------------- | ------------------- | ------------------ | - | --------------- | ------------- |
| Municipales  | 10e arrondissement de Paris                                        | Maire du 10e arrondissement | Alexandra Cordebard | PS                 |   | juillet 2020    | mars 2026     |
| Municipales  | Ville de Paris (7 conseillers de Paris dans le 10e arrondissement) | Maire de Paris              | Anne Hidalgo        | PS                 |   | juillet 2020    | mars 2026     |
| Législatives | 5e circonscription                                                 | Député                      | Pouria Amirshahi    | LÉ                 |   | 18 juillet 2024 | 2029          |

### Représentation politique
(août 2025).
| Secteur       | Arrondissement | Conseillers de Paris | Conseillers de Paris | Conseillers de Paris | Conseillers d'arrondissement | Conseillers d'arrondissement | Conseillers d'arrondissement | Nombre d'élus par arrondissement | Nombre d'élus par arrondissement | Nombre d'élus par arrondissement | Habitants par conseiller de Paris | Habitants par conseiller de Paris |
| Secteur       | Arrondissement | de 1983 à 2014       | de 2014 à 2020       | depuis 2020          | avant 2014                   | de 2014 à 2020               | depuis 2020                  | avant 2014                       | de 2014 à 2020                   | depuis 2020                      | en 2015,                          | en 2021,                          |
| ------------- | -------------- | -------------------- | -------------------- | -------------------- | ---------------------------- | ---------------------------- | ---------------------------- | -------------------------------- | -------------------------------- | -------------------------------- | --------------------------------- | --------------------------------- |
| Paris Centre  | 1er            | 3                    | 1                    | 8                    | 10                           | 10                           | 16                           | 13                               | 11                               | 24                               | 16 545                            | 12 269                            |
| Paris Centre  | 2e             | 3                    | 2                    | 8                    | 10                           | 10                           | 16                           | 13                               | 12                               | 24                               | 10 398                            | 12 269                            |
| Paris Centre  | 3e             | 3                    | 3                    | 8                    | 10                           | 10                           | 16                           | 13                               | 13                               | 24                               | 11 683                            | 12 269                            |
| Paris Centre  | 4e             | 3                    | 2                    | 8                    | 10                           | 10                           | 16                           | 13                               | 12                               | 24                               | 13 573                            | 12 269                            |
| 5e            | 5e             | 4                    | 4                    | 4                    | 10                           | 10                           | 10                           | 14                               | 14                               | 14                               | 14 833                            | 14 210                            |
| 6e            | 6e             | 3                    | 3                    | 3                    | 10                           | 10                           | 10                           | 13                               | 13                               | 13                               | 14 143                            | 13 403                            |
| 7e            | 7e             | 5                    | 4                    | 4                    | 10                           | 10                           | 10                           | 15                               | 14                               | 14                               | 13 533                            | 11 987                            |
| 8e            | 8e             | 3                    | 3                    | 3                    | 10                           | 10                           | 10                           | 13                               | 13                               | 13                               | 12 231                            | 11 708                            |
| 9e            | 9e             | 4                    | 4                    | 4                    | 10                           | 10                           | 10                           | 14                               | 14                               | 14                               | 14 852                            | 14 738                            |
| 10e           | 10e            | 6                    | 7                    | 7                    | 12                           | 14                           | 14                           | 18                               | 21                               | 21                               | 13 110                            | 11 935                            |
| 11e           | 11e            | 11                   | 11                   | 11                   | 22                           | 22                           | 22                           | 33                               | 33                               | 33                               | 13 621                            | 12 962                            |
| 12e           | 12e            | 10                   | 10                   | 10                   | 20                           | 20                           | 20                           | 30                               | 30                               | 30                               | 14 234                            | 14 095                            |
| 13e           | 13e            | 13                   | 13                   | 13                   | 26                           | 26                           | 26                           | 39                               | 39                               | 39                               | 14 094                            | 13 719                            |
| 14e           | 14e            | 10                   | 10                   | 10                   | 20                           | 20                           | 20                           | 30                               | 30                               | 30                               | 13 999                            | 13 637                            |
| 15e           | 15e            | 17                   | 18                   | 18                   | 34                           | 36                           | 36                           | 51                               | 54                               | 54                               | 13 055                            | 12 653                            |
| 16e           | 16e            | 13                   | 13                   | 13                   | 26                           | 26                           | 26                           | 39                               | 39                               | 39                               | 12 730                            | 12 466                            |
| 17e           | 17e            | 13                   | 12                   | 12                   | 26                           | 24                           | 24                           | 39                               | 36                               | 36                               | 14 044                            | 13 701                            |
| 18e           | 18e            | 14                   | 15                   | 15                   | 28                           | 30                           | 30                           | 42                               | 45                               | 45                               | 13 172                            | 12 563                            |
| 19e           | 19e            | 12                   | 14                   | 14                   | 24                           | 28                           | 28                           | 36                               | 42                               | 42                               | 13 261                            | 12 973                            |
| 20e           | 20e            | 13                   | 14                   | 14                   | 26                           | 28                           | 28                           | 39                               | 42                               | 42                               | 13 968                            | 13 558                            |
| Nombre d'élus | Nombre d'élus  | 163                  | 163                  | 163                  | 354                          | 364                          | 340                          | 517                              | 527                              | 503                              | 13 537                            | 13 087                            |

- Sous-représentation supérieure de 5 % à la moyenne.
- Sur-représentation supérieure de 5 % à la moyenne.

### Maires
Professeure associée à l’École des hautes études en sciences sociales (EHESS), ancienne adjointe à la Maire de Paris chargée des affaires scolaires (2014-2017), Alexandra Cordebard est élue maire du 10e arrondissement en octobre 2017, à la suite de l'élection de son prédécesseur, Rémi Féraud, au Sénat.
Le conseil d'arrondissement compte vingt conseillers et le maire d'arrondissement est assisté dans ses fonctions par huit adjoints délégués chacun pour un domaine particulier.
| Début du mandat | Identité                       | Parti              | Notes                                                                     |
| --------------- | ------------------------------ | ------------------ | ------------------------------------------------------------------------- |
| 1860            | Eugène Calon                   |                    |                                                                           |
| 1862            | Victor Thiébaut                |                    |                                                                           |
| 1870            | Louis Turpin                   |                    |                                                                           |
| 1870            | Robert-Richard O'Reilly        |                    |                                                                           |
| 1870            | René Dubail                    | Républicain modéré |                                                                           |
| 1873            | Jean-Félix Mansais             |                    |                                                                           |
| 1877            | Pierre-Armand-Charles Blanchet |                    |                                                                           |
| 1878            | Charles-Émile Dubois           |                    |                                                                           |
| 1879            | Denis-Joseph Devismes          |                    |                                                                           |
| 1890            | Antoine Bonnet                 |                    |                                                                           |
| 1910            | Félix Girardin                 |                    |                                                                           |
| 1913            | Pierre-Jules Fabre             |                    |                                                                           |
| 1927            | Lucien Prévost                 |                    |                                                                           |
| 1932            | Michel Verrier                 |                    |                                                                           |
| 1935            | Louis Meunier                  |                    |                                                                           |
| 1944            | Henri Grimouille               |                    |                                                                           |
| 1946            | André Allard                   |                    |                                                                           |
| 1967            | Charles Corsini                |                    |                                                                           |
| 1983            | Claude-Gérard Marcus           | RPR                | Élu en 1983.                                                              |
| 1989            | Claude Challal                 | RPR                | Élu en 1989.                                                              |
| 1995            | Tony Dreyfus                   | PS                 | Élu en 1995 et en 2001.                                                   |
| 2008            | Rémi Féraud                    | PS                 | Élu en 2008 et 2014.                                                      |
| 2017            | Alexandra Cordebard            | PS                 | Élue en 2017, Rémi Féraud étant devenu sénateur. Elle est réélue en 2020. |

### Conseillers de Paris
Depuis les Élections municipales de 2020, les conseillers de Paris, élus dans le 10e arrondissement, sont :
- Pour la majorité municipale : Alexandra Cordebard, Sylvain Raifaud, Dominique Versini, Rémi Féraud, Laurence Patrice, Paul Simondon et Léa Vasa.
- Pour l'opposition municipale : aucun élu de droite.

### Adjoints à la maire de Paris, élus du10earrondissement
Les adjoints à la maire de Paris, élus du 10e arrondissement sont :
- Paul Simondon, adjoint à la maire de Paris chargé des Finances
- Dominique Versini, adjointe à la maire de Paris chargée de la protection de l'enfance
- Laurence Patrice, adjointe à la maire de Paris chargée de la Mémoire et du monde combattant

### Adjoints à la maire du10earrondissement
Depuis la réélection d'Alexandra Cordebard en juillet 2020, ses adjoints à la mairie du 10e arrondissement sont : Éric Algrain, Pauline Joubert, Élie Joussellin, Sylvie Scherer, Raphaël Bonnier, Awa Diaby, Thomas Watanabe-Vermorel et Isabelle Dumoulin.

### Tendances et résultats
| Scrutin             | Scrutin             | 1er tour | 1er tour   | 1er tour | 1er tour | 1er tour | 1er tour | 1er tour | 1er tour | 1er tour | 1er tour | 1er tour | 1er tour | 2d tour        | 2d tour        | 2d tour        | 2d tour        | 2d tour        | 2d tour        |
| Scrutin             | Scrutin             | 1er      | 1er        | %        | 2e       | 2e       | %        | 3e       | 3e       | %        | 4e       | 4e       | %        | 1er            | 1er            | %              | 2e             | 2e             | %              |
| ------------------- | ------------------- | -------- | ---------- | -------- | -------- | -------- | -------- | -------- | -------- | -------- | -------- | -------- | -------- | -------------- | -------------- | -------------- | -------------- | -------------- | -------------- |
| Présidentielle 2017 | Présidentielle 2017 |          | EM         | 37,71    |          | LFI      | 25,46    |          | LR       | 15,02    |          | PS       | 14,17    |                | EM             | 92,51          |                | FN             | 7,49           |
| Présidentielle 2022 | Présidentielle 2022 |          | LFI        | 38,45    |          | LREM     | 31,47    |          | EELV     | 10,36    |          | REC      | 5,22     |                | LREM           | 89,29          |                | RN             | 10,71          |
| Législatives 2022   | 5e                  |          | EELV-Nupes | 52,56    |          | LREM-Ens | 26,53    |          | DVC      | 4,15     |          | PRG      | 3,39     |                | EELV           | 62,54          |                | LREM           | 37,46          |
| Législatives 2024   | 5e                  |          | EELV-NFP   | 58,47    |          | Ren-Ens  | 26,30    |          | RN       | 6,98     |          | LR       | 3,78     | Pas de 2d tour | Pas de 2d tour | Pas de 2d tour | Pas de 2d tour | Pas de 2d tour | Pas de 2d tour |

## Démographie
En 2016, l'arrondissement comptait 91 932 habitants sur une superficie de 289 hectares, soit 31 819 hab./km2.
| Année (recensement national) | Population | Densité (hab./km2) |
| ---------------------------- | ---------- | ------------------ |
| 1861                         | 113 571    | 39 271             |
| 1866                         | 116 438    | 40 262             |
| 1872                         | 131 730    | 45 550             |
| 1881 (pic de population)     | 159 809    | 55 259             |
| 1962                         | 124 497    | 43 049             |
| 1968                         | 113 372    | 39 202             |
| 1975                         | 94 046     | 32 519             |
| 1982                         | 86 970     | 30 073             |
| 1990                         | 90 083     | 31 149             |
| 1999                         | 89 612     | 30 986             |
| 2006                         | 92 082     | 31 862             |
| 2009                         | 95 911     | 33 164             |
| 2011                         | 94 027     | 32 535             |
| 2017                         | 90 836     | 31 431             |

### Quartiers administratifs
Le 10e arrondissement se compose de quatre quartiers.
- Population du Quartier Saint-Vincent-de-Paul (superficie : 92,7 hectares)

| Année | Population | Densité (hab./km2) | Croissance annuelle depuis le dernier recensement |
| ----- | ---------- | ------------------ | ------------------------------------------------- |
| 1861  | 23 021     |                    | création                                          |
| 1999  | 21 624     | 23 327             |                                                   |

- Population du quartier de la Porte-Saint-Denis (superficie : 47,2 hectares)

| Année | Population | Densité (hab./km2) |          |
| ----- | ---------- | ------------------ | -------- |
| 1861  | 35 090     |                    | création |
| 1999  | 15 066     | 31 919             |          |

- Population du quartier de la Porte-Saint-Martin (superficie : 60,9 hectares)

| Année | Population | Densité (hab./km2) | Croissance annuelle depuis le dernier recensement |
| ----- | ---------- | ------------------ | ------------------------------------------------- |
| 1861  | 36 400     |                    | création                                          |
| 1999  | 23 125     | 37 972             |                                                   |

- Population du quartier de l'Hôpital-Saint-Louis (superficie : 88,4 hectares)

| Année | Population | Densité (hab./km2) | Croissance annuelle depuis le dernier recensement |
| ----- | ---------- | ------------------ | ------------------------------------------------- |
| 1861  | 24 861     |                    | création                                          |
| 1999  | 29 870     | 33 790             |                                                   |

## Économie

### Revenus de la population et fiscalité
En 2011, le revenu fiscal médian par ménage était de 31 810 €, ce qui place le 10e arrondissement au 15e rang parmi les vingt arrondissements de Paris.

## La mairie d'arrondissement
La mairie d'arrondissement, de style néo-renaissance, a été construite par Eugène Rouyer entre 1892 et 1896. Elle se situe 72, rue du Faubourg-Saint-Martin.

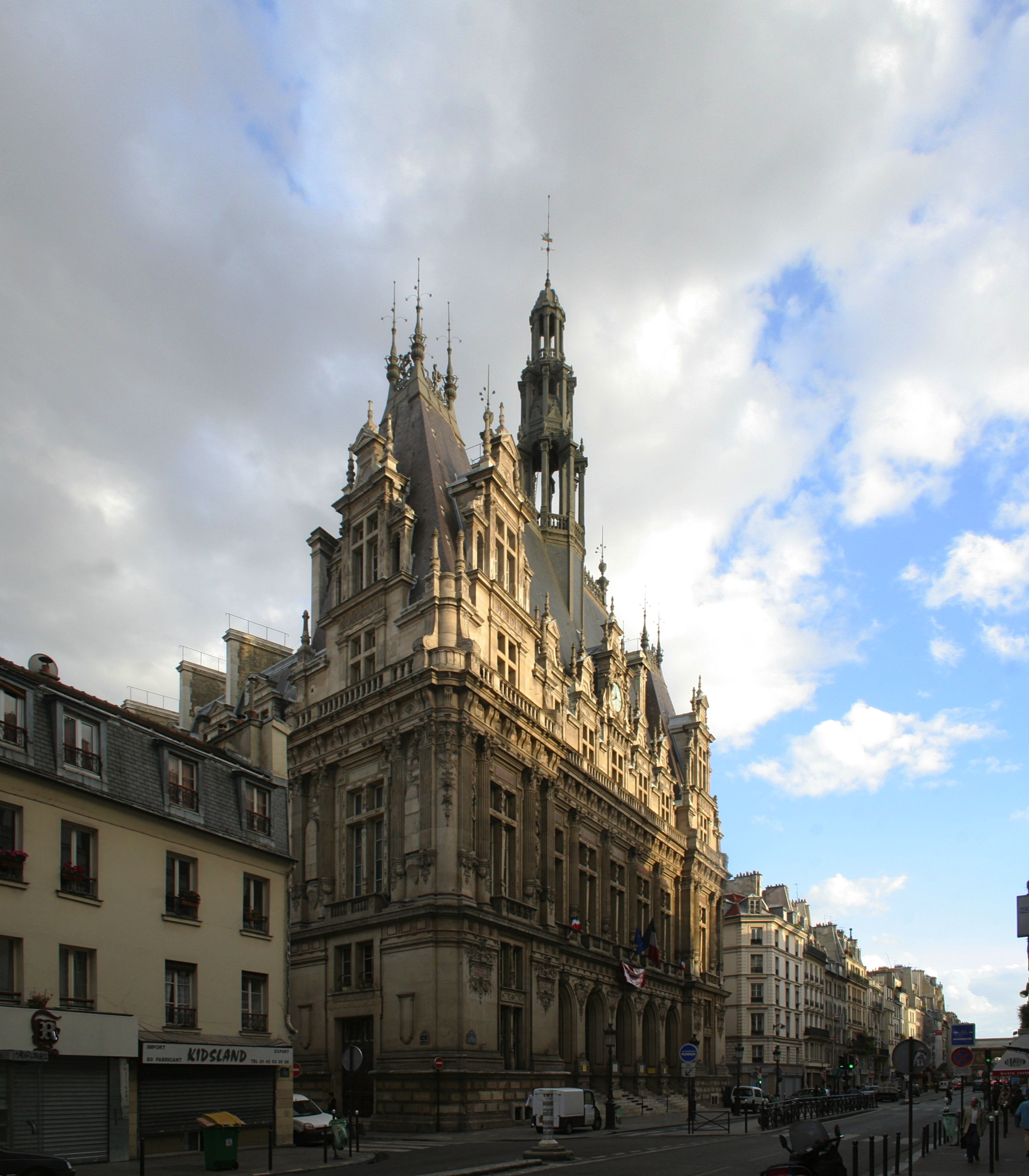
Mairie du 10e arrondissement.

Eugène Rouyer, dont le projet de reconstruction de l'Hôtel de Ville était arrivé second au concours organisé, s'est inspiré de la partie centrale de celui-ci pour la construction de cet édifice, tout en surenchérissant dans la monumentalité et l'abondance de décors. Il profita du passage de la municipalité à gauche (autour de 1875) et de la redistribution, au bénéfice les édifices civils, des fonds destinés auparavant à la décoration des églises.
Le début des constructions a débuté le 10 janvier 1892, et la mairie a été inaugurée en 1896, en présence du président Félix Faure.

## Caractéristiques de l'arrondissement

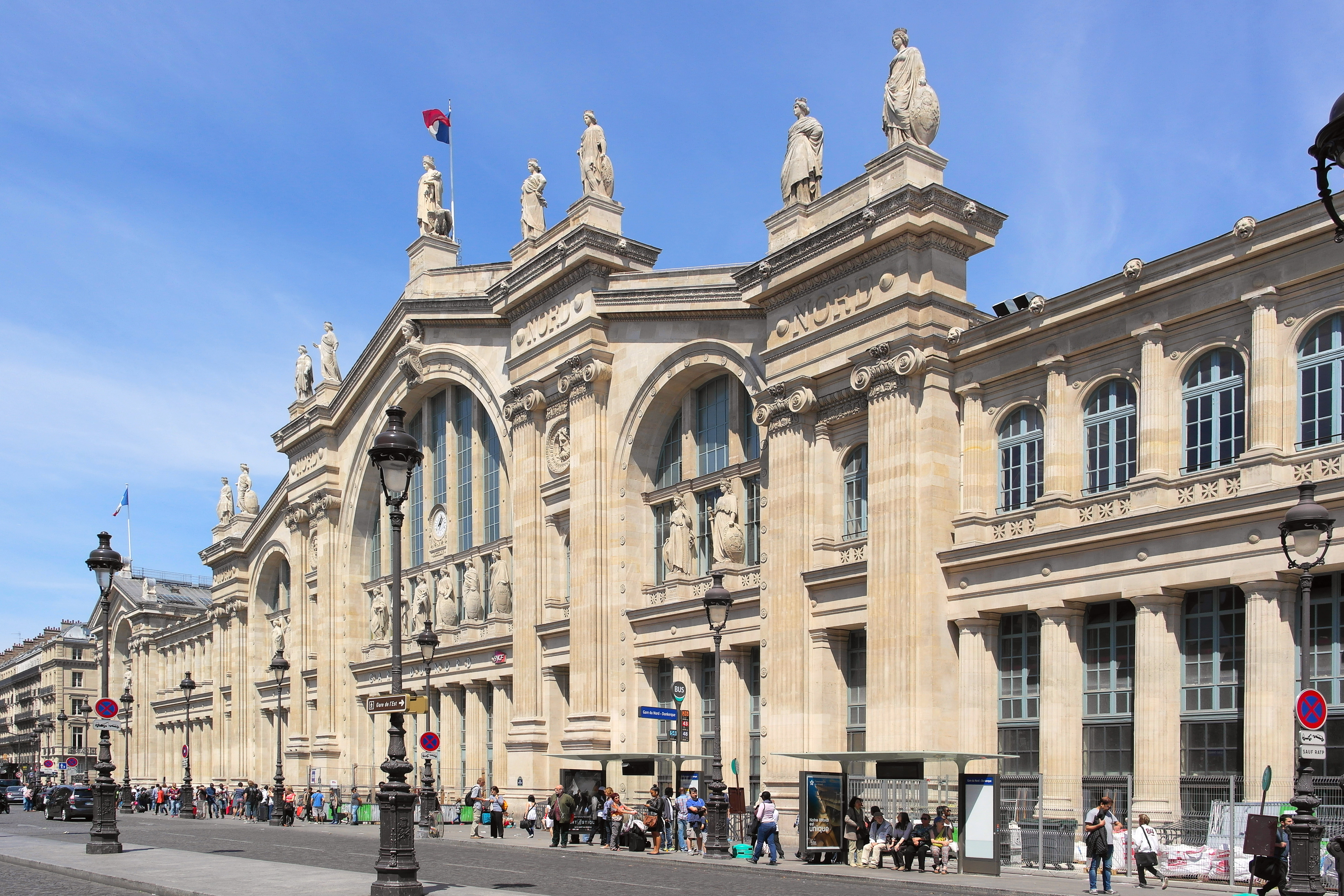
La gare du Nord.

Particulièrement dense, le 10e arrondissement comprend sur son territoire deux des principales gares parisiennes, la gare de l'Est et la gare du Nord, première gare d'Europe quant au trafic, et seconde au monde pour sa capacité voyageurs. À cela, il convient d'ajouter une partie importantes des voies de chemin de fer qui desservent ces deux gares.
Il compte aussi trois hôpitaux publics : Lariboisière, Fernand Widal et Saint-Louis.

L'arrondissement est par ailleurs connu pour accueillir la totalité de la partie à ciel ouvert du canal Saint-Martin, et donc de neuf des dix des passerelles qui l'enjambent, à l'exception de la passerelle des écluses de la Villette, située dans le 19e arrondissement de Paris :
- le pont Maria Pacôme
- le pont Maria Casarès
- la passerelle Michèle Morgan
- la passerelle Arletty

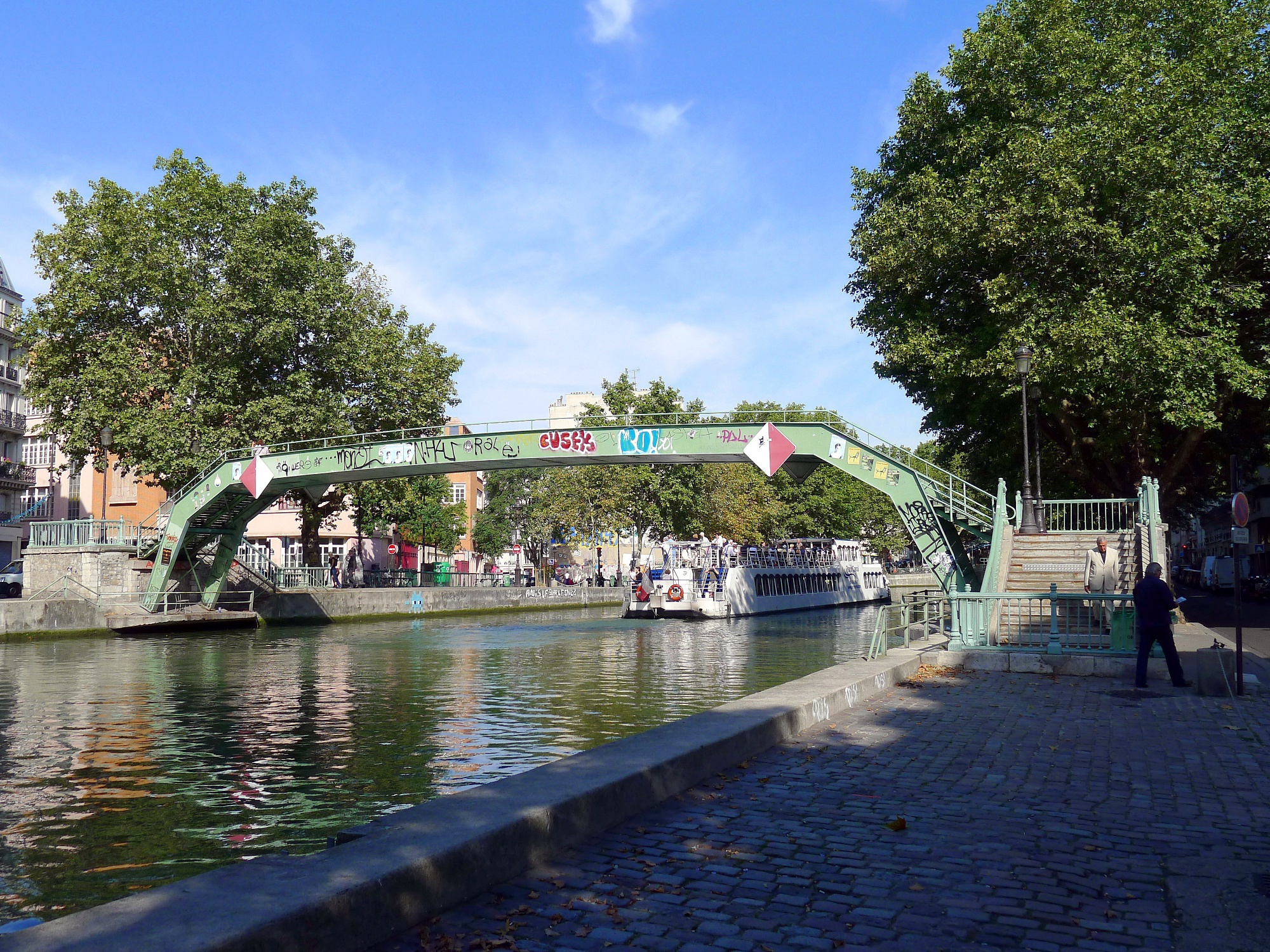
La passerelle Emmanuelle Riva sur le canal Saint-Martin.

- le pont tournant de la Grange-aux-Belles
- la passerelle Emmanuelle Riva
- la passerelle Alibert
- le pont Bernadette Lafont
- la passerelle Jane-Birkin

Parmi les autres spécificités de l'arrondissement, on peut citer la présence de deux marchés couverts, le marché Saint-Quentin et le marché Saint-Martin.

## Rues
En partant du coin nord-ouest et en tournant dans le sens des aiguilles d'une montre, le 10e arrondissement est délimité par :
- le boulevard de la Chapelle
- le boulevard de la Villette
- la place de la Bataille-de-Stalingrad
- le boulevard de la Villette
- la place du Colonel-Fabien
- le boulevard de la Villette
- la rue du Faubourg-du-Temple
- la place de la République
- le boulevard Saint-Martin
- le boulevard Saint-Denis
- le boulevard de Bonne-Nouvelle
- la rue du Faubourg-Poissonnière
- le boulevard de Magenta

Parmi les grandes transversales, on trouve :
- le boulevard de Magenta
- la rue La Fayette
- la rue du Faubourg-Saint-Martin
- la rue du Faubourg-Saint-Denis
- le boulevard de Strasbourg
- l'avenue Claude-Vellefaux

Quelques autres voies notables :
- le quai de Valmy
- le quai de Jemmapes
- la rue René-Boulanger
- la rue du Château-d'Eau
- la rue Louis-Blanc
- la rue Bichat
- la rue Sainte-Marthe

Ainsi que de nombreux passages couverts et découverts :
- passages couverts :
  - passage Brady
  - passage du Prado
- passages non couverts :
  - passage Delanos
  - passage du Désir
  - passage de la Ferme-Saint-Lazare
  - passage de l'Industrie
  - passage des Marais
  - passage du Marché
  - passage Reilhac

## Éducation

### Collèges
- Collège Bernard Palissy, rue des Petits-Hôtels
- Collège de la Grange-aux-Belles, quai de Jemmapes
- Collège Louise Michel, rue Jean Poulmarch
- Collège Valmy, quai de Valmy
- Collège Françoise Seligmann, rue de Sambre-et-Meuse

### Lycées
- Lycée Colbert, enseignement général, rue du Château-Landon
- Lycée Gustave Ferrié, enseignement professionnel, rue des Écluses-Saint-Martin
- Lycée Jules Siegfried, enseignement technique, rue d'Abbeville
- Lycée Marie Laurencin, enseignement professionnel, quai de Jemmapes

## Culture

### Théâtres
- théâtre Antoine - Simone Berriau
- théâtre des Bouffes du Nord (anciennement théâtre Molière)
- Comédia
- théâtre du Gymnase - Marie Bell
- théâtre de la Porte-Saint-Martin
- théâtre de la Renaissance
- théâtre du Splendid
- Laurette Théâtre
- Palais des Glaces
- Scala
- théâtre de l'Ambigu-Comique (démoli)
- théâtre des Folies-Dramatiques (démoli)

### Cinémas
- le Louxor, inscrit aux monuments historiques pour ses façades et toitures. Entièrement rénové et désormais doté de trois salles, il rouvre en avril 2013.
- le Brady

### Équipements culturels municipaux
- Médiathèque Françoise Sagan
- Bibliothèque François Villon
- Bibliothèque Claire Bretécher
- Conservatoire Hector Berlioz

### Musée
- Musée des Moulages de l'Hôpital Saint-Louis

### Patrimoine
- canal Saint-Martin
- porte Saint-Denis
- porte Saint-Martin
- ancien couvent des Récollets
- autres monuments historiques :
  - liste des monuments historiques du 10e arrondissement de Paris
  - « liste des monuments historiques du 10e arrondissement », sur la plateforme ouverte du patrimoine, base Mérimée, ministère français de la Culture
- monuments disparus :
  - le gibet de Montfaucon, dont le site est aujourd'hui occupé par le quartier de la Grange-aux-Belles
  - la prison Saint-Lazare, devenue un hôpital, dont il ne subsiste que l'infirmerie, aujourd'hui transformée en médiathèque
  - la première gare du Nord, démontée et reconstruite à Lille lors de son remplacement par l'actuelle gare du Nord
  - les anciennes fontaines aux lions de la place du Château d'Eau (actuelle place de la République), dont l'une a été transférée place Félix Éboué, et l'autre place de la Fontaine-aux-Lions
  - le Tivoli-Vauxhall de Paris
  - le théâtre de la Scala, café-concert de la Belle-Époque, transformé en cinéma Art déco, détruit et reconstruit en 2018.

### Curiosités
- la maison la plus étroite de Paris, au 39, rue du Château-d'Eau, d'une largeur de 1,10 m[16].
- le Manoir de Paris, une maison hantée (fermée en 2021)

## Sport
- Gymnase Jean Verdier, 11 rue de Lancry
- Gymnase Jemmapes, 116 quai de Jemmapes
- Gymnase Julie Vlasto, 8 passage Delessert
- Gymnase Château-Landon, 46 rue du Château-Landon
- Gymnase Parmentier, 155 avenue Parmentier
- Gymnase Buisson-Saint-Louis, 2 rue du Buisson-Saint-Louis
- Centre sportif Marie Paradis, 5 rue Léon Schwartzenberg
- Centre sportif Agnes Tirop, 17 rue Boy-Zelenski
- Terrain de sport La Fayette, 247 rue La Fayette
- Terrain de sport Verdun-Valmy, 18 avenue de Verdun
- Piscine Catherine Lagatu, 155 avenue Parmentier
- Piscine Château-Landon, 31 rue du Château-Landon

## Espaces verts

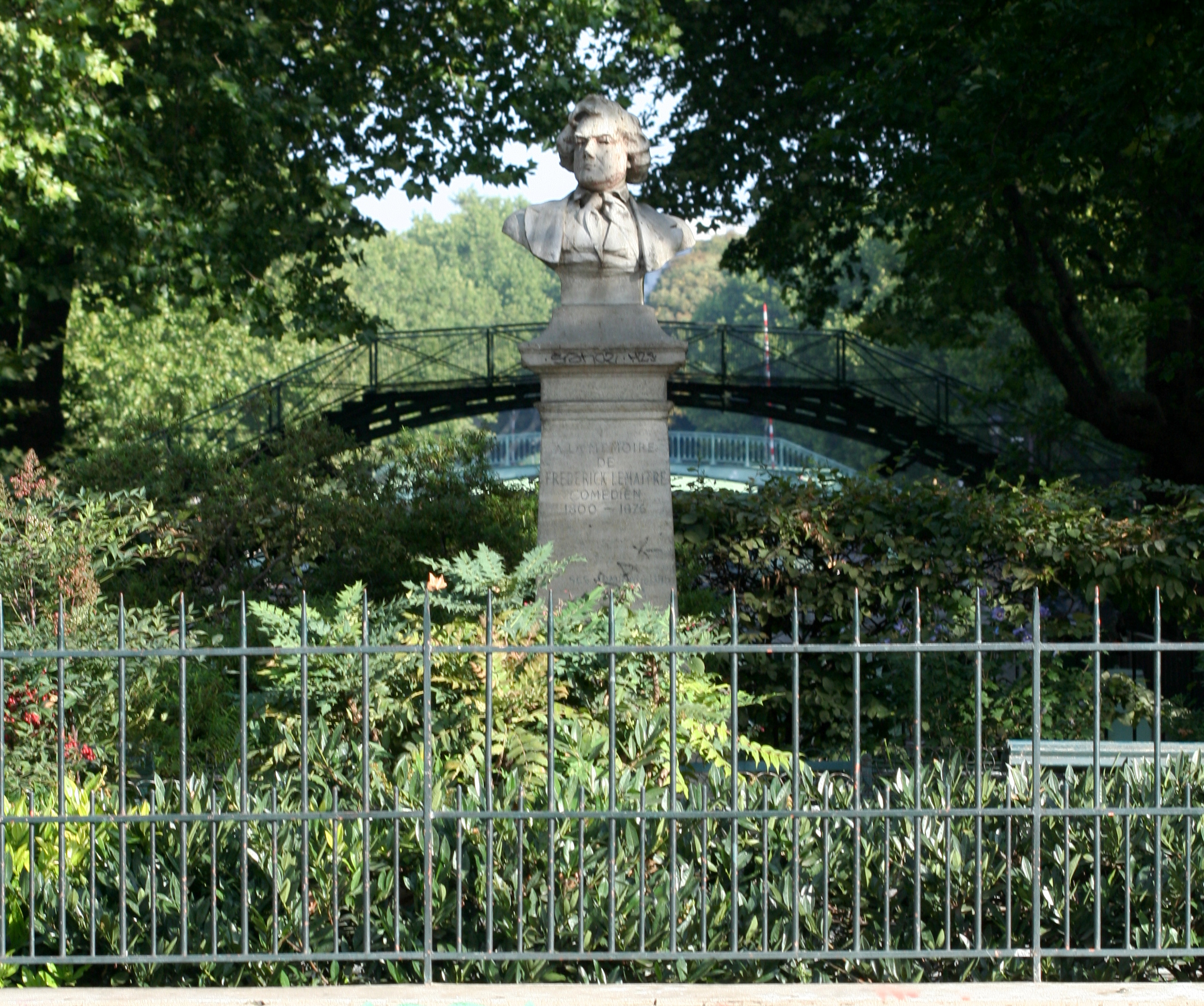
Square Frédérick-Lemaître.

- jardin Villemin - Mahsa Jîna Amini
- jardin Marielle Franco
- square Alban-Satragne
- square Amadou-Hampâté-Bâ
- square Aristide-Cavaillé-Coll
- square Eugène-Varlin
- square Frédérick-Lemaître
- square Henri-Christiné
- square Juliette-Dodu
- square Madeleine-Tribolati
- square Raoul-Follereau
- square des Récollets
- jardin de la Rue du Chalet
- square Saint-Laurent
- jardin Yilmaz-Güney

## Santé

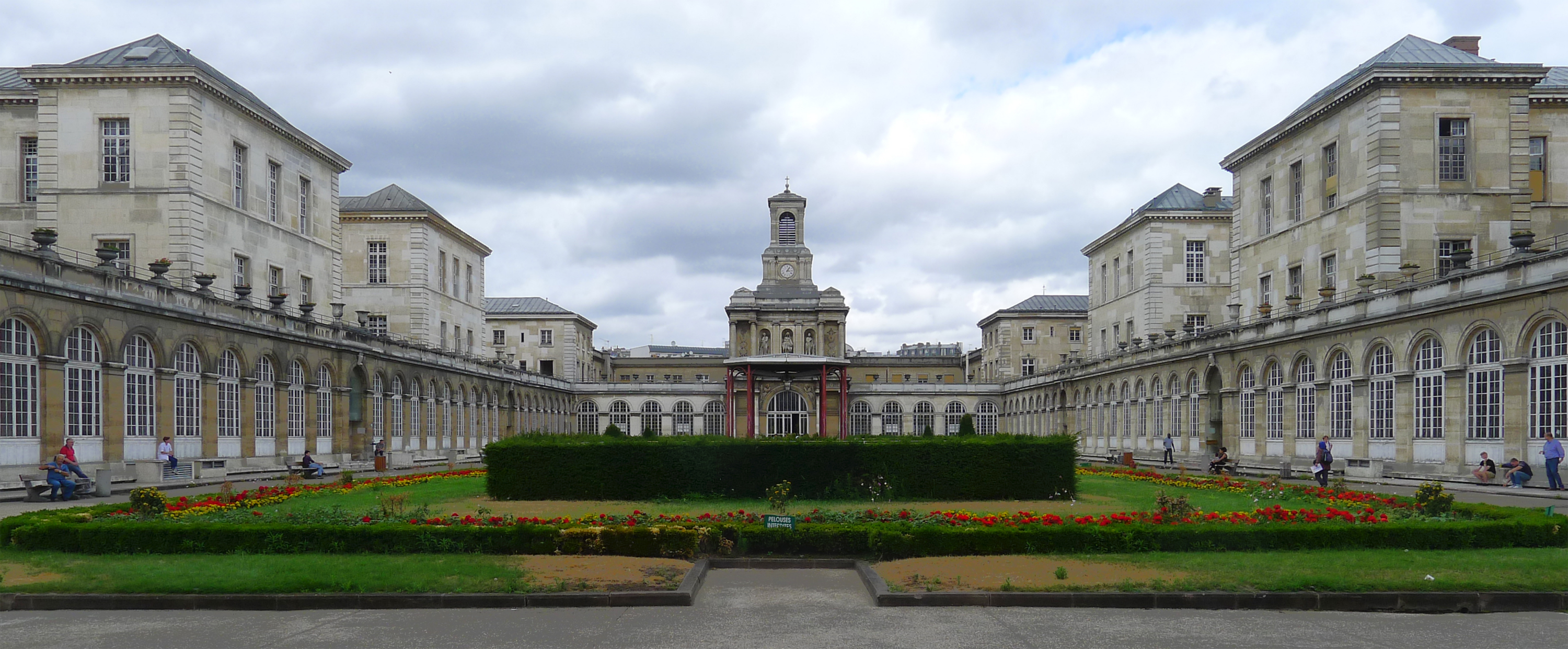
L'hôpital Lariboisière.

L'arrondissement compte trois hôpitaux publics en service et deux fermés :
- hôpital Saint-Louis
- hôpital Lariboisière
- hôpital Fernand-Widal
- hôpital Saint-Lazare (fermé)
- hôpital militaire Villemin (fermé)

## Lieux de culte

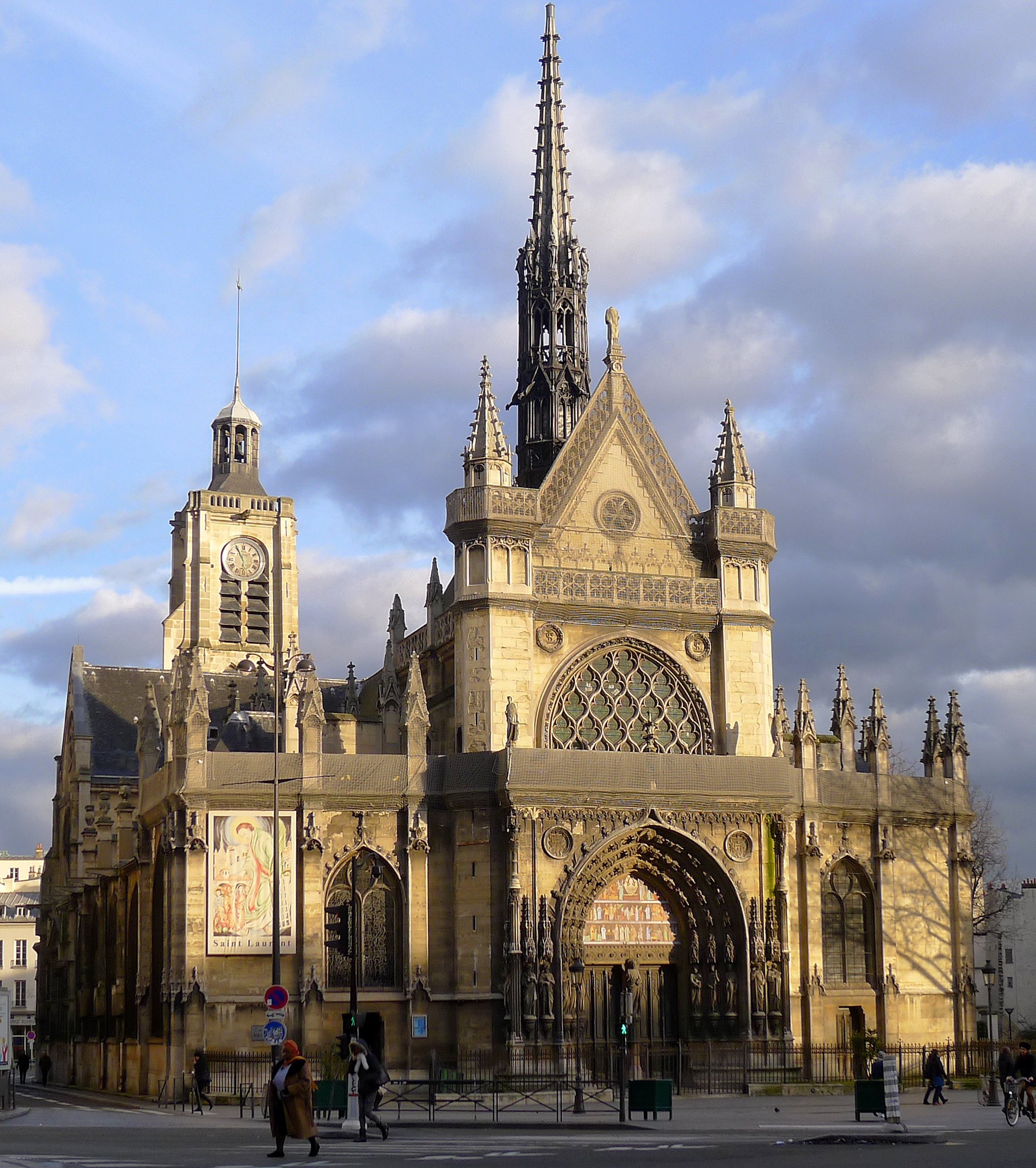
Église Saint-Laurent.

### Culte catholique
- Église Saint-Vincent-de-Paul
- Église Saint-Laurent
- Église Saint-Martin-des-Champs
- Église Saint-Joseph-Artisan

### Culte protestant
- Temple protestant de La Rencontre

### Culte musulman
- Mosquée kurde
- Mosquées Ali Ibn Al Khattâb, Ali ben abi Taleb

## Transports en commun

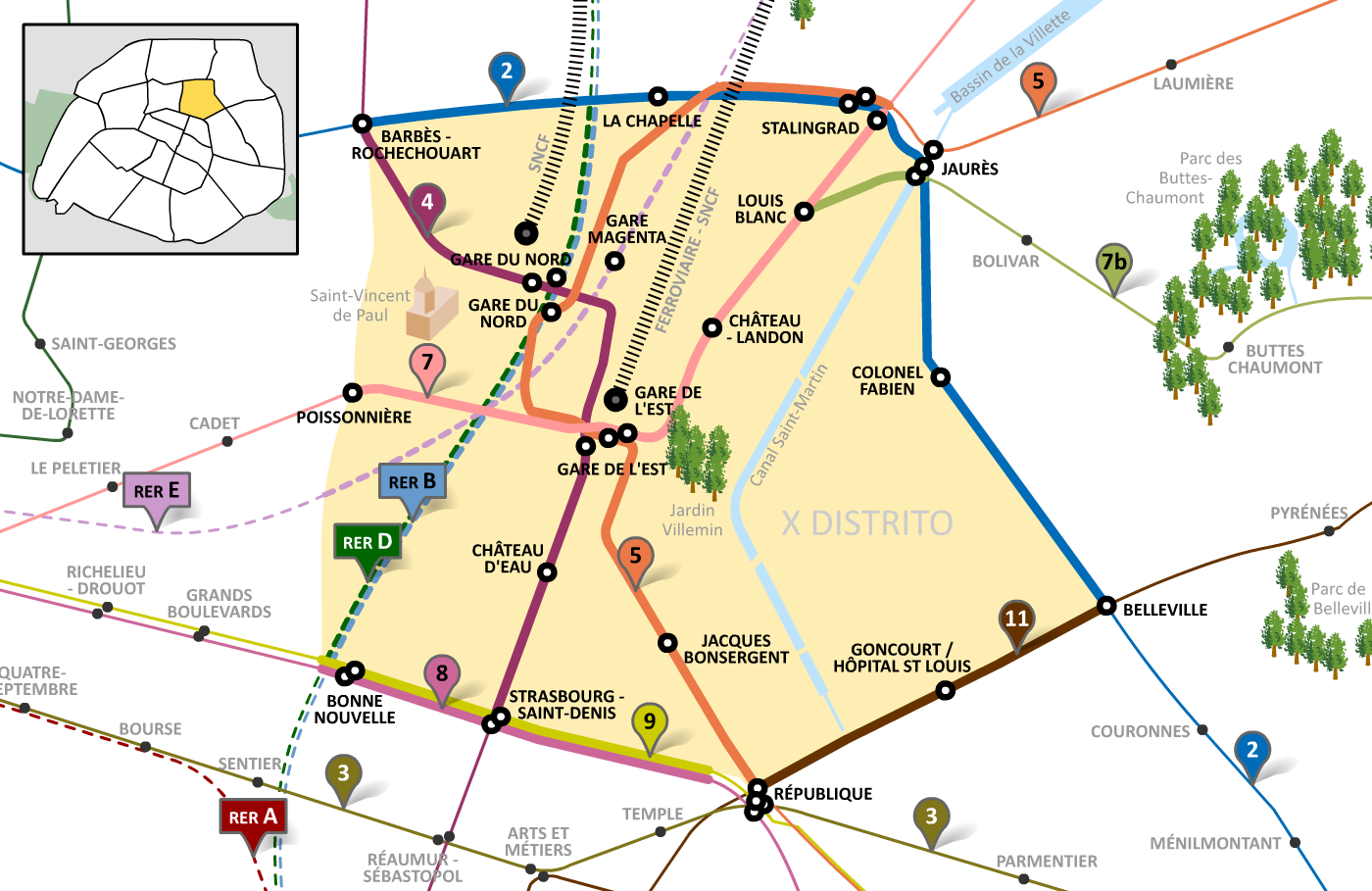

### Métro
Le 10e arrondissement est desservi par les lignes de métro 2, 3, 4, 5, 7, 7 bis, 8, 9 et 11. Mise à part la ligne 2, en aérien de Barbès - Rochechouart jusqu’à Colonel Fabien, elles sont toutes souterraines. Le terminus de la ligne 7 bis, Louis Blanc, est situé au nord-est de l’arrondissement. Les principales correspondances sont République (cinq lignes), Gare de l'Est, Jaurès, Strasbourg - Saint-Denis et Stalingrad (trois lignes). Au total, l’arrondissement est desservi par 17 stations.
- : Barbès - Rochechouart, La Chapelle, Stalingrad, Jaurès, Colonel Fabien, Belleville ;
- : République
- : Barbès - Rochechouart, Gare du Nord, Gare de l'Est, Château d'Eau, Strasbourg - Saint-Denis
- : Jaurès, Stalingrad, Gare du Nord, Gare de l'Est, Jacques Bonsergent, République
- : Stalingrad, Louis Blanc, Château-Landon, Gare de l'Est, Poissonnière
- : Jaurès, Louis Blanc
- : Bonne-Nouvelle, Strasbourg - Saint-Denis, République
- : Bonne-Nouvelle, Strasbourg - Saint-Denis, République
- : République, Goncourt, Belleville

### Réseau Express Régional
- : Gare du Nord
- : Magenta

### Transilien
- : Gare de Paris-Nord
- : Gare de Paris-Est

### Réseau ferré national
- la gare de Paris-Nord
- la gare de Paris-Est

## Personnalités de l'arrondissement

### Autres
- Saint Vincent de Paul (1581-1660) s'installa à la maison Saint-Lazare (107, rue du Faubourg-Saint-Denis) en 1632, y fonda la congrégation de la Mission, y prêcha et y mourut.
- Claude-Nicolas Ledoux (1736-1806), architecte, s'était construit un hôtel (aujourd'hui détruit) 58, rue des Petites-Écuries.
- Étienne-Nicolas Méhul (1763-1817), compositeur, a habité rue des Petites-Écuries.
- Louis Antoine Fauvelet de Bourrienne (1769-1834), secrétaire particulier de Bonaparte, a laissé son nom à l'hôtel particulier qu'il habitait rue d'Hauteville.
- Félix Dembiński, (1774-1848), militaire polonais au service de la France.
- Stanislas Baudry (1777-1830), homme d'affaires et pionnier des transports en commun à Paris, a habité 17, rue de Lancry.
- Merry-Joseph Blondel (1781-1853), peintre, est né au 20 de l'actuelle rue Lucien-Sampaix.
- Le baron Isidore Taylor (1789-1879), auteur dramatique préromantique habitait son hôtel 68, rue René-Boulanger, la rue Taylor voisine porte son nom.
- Camille Corot (1796-1875), peintre, avait son atelier 58, rue de Paradis et habitait 56, rue du Faubourg-Poissonnière.
- Juliette Drouet (1806-1883), maîtresse de Victor Hugo, a habité 35 bis, rue de l'Échiquier.
- Fortuné Henry (1821-1882), poète, journaliste, maroquinier, membre de la Commune de Paris élu dans le 10e arrondissement, a habité au 21 ou 23, rue du Faubourg-Saint-Denis entre 1862 et 1871.
- Henri Chapu (1833-1891), sculpteur, a habité 19, boulevard de Magenta.
- Paul Verlaine (1844-1896), poète, et sa famille habitèrent au 10, rue des Petites-Écuries avant d'emménager aux Batignolles.
- Luigi Loir (1845-1916), peintre, a habité 155, boulevard de Magenta.
- Le baron Edmond de Rothschild (1845-1934) a habité au 115, boulevard de Magenta.
- Remy de Gourmont (1858-1915), écrivain, a résidé au 41, rue d'Hauteville de 1880 à 1887.
- Georges Seurat (1859-1891), peintre, né 60, rue René-Boulanger ; il a habité au 110 boulevard de Magenta.
- Georges Méliès (1861-1938), pionnier du cinéma, a habité 5, rue Taylor.
- Gaston Leroux (1868-1927), écrivain, est né dans cet arrondissement en 1868.
- Manuel Bergés i Arderiu (1910-1942), résistant communiste républicain espagnol.
- Jacques Bonsergent (1912-1940), résistant, premier fusillé par les Nazis, résidait 3, boulevard de Magenta. La place Jacques-Bonsergent et la station de métro Jacques Bonsergent portent son nom pour lui rendre hommage.
- Julio Cortázar (1914-1984), écrivain franco-argentin, habitait au 4 rue Martel, où une plaque commémorative a été déposée.
- Serge Reggiani (1922-2004), dont la famille tenait une échoppe de coiffeur au 47, rue du Faubourg-Saint-Denis.
- Henri Borlant (1927-2024), survivant de la Shoah, médecin et auteur, est né dans cet arrondissement.
- Annie Girardot (1933-2011), actrice, est née et morte dans cet arrondissement.
- Roland Topor (1938-1997), peintre, écrivain, poète, metteur en scène, acteur et cinéaste a passé son enfance au 11, rue Jacques-Louvel-Tessier
- Jean-Luc Lahaye (1952), chanteur, est né dans cet arrondissement.